# تام جونز (فیلم ۱۹۶۳)
تام جونز (به انگلیسی: Tom Jones) فیلمی به کارگردانی تونی ریچاردسون، نویسندگی جان آزبرن و بازی آلبرت فینی، سوزانا یورک، هیو گریفیت، ادیث ایوانز، دیان کیلنتو و جویس ردمن محصول سال ۱۹۶۳ کشور بریتانیا است.

## خلاصه داستان
سامرست انگلستان، قرن هجدهم. «ارباب آلووردی» (جرج دیواین) نوزاد پسری را در رختخواب پیدا می‌کند. او دو پیش‌خدمت خانه را که حدس می‌زند پدر و مادر بچه باشند، بیرون می‌کند و خود سرپرستی‌اش را به‌عهده می‌گیرد. سال‌ها می‌گذرد و کودک با نام «تام جونز»، همراه وارث قانونی خانواده، «بلیفیل»، بار می‌آید و به جوانی (آلبرت فینی) جذاب و محبوب (جز بریا «بلیفیل» / دیوید وانر) بدل می‌شود که پر شر و شور نیز هست. «تام» به «سوفی» (سوزانا یورک)، دختر «ارباب وسترن» (هیو گریفیث)، علاقه‌مند می‌شود. اما به‌زودی، پس از ماجرائی با زنی بی‌بندوبار به‌نام «مالی» (دیان کیلنتو)، از چشم می‌افتد. در حالی که عمه «سوفی»، «خانم وسترن» (ادیث ایوانز)، او را برای «بلیفیل» در نظر گرفته‌است. «آلوردی» و «وسترن» نیز با این ازدواج موفق هستند. در عوض خود «سوفی»، «تام» را ترجیح می‌دهد.

## دربارهٔ فیلم
از بهترین‌های سینما نوی انگلستان. اگر اثر قبلی تونی ریچاردسون، «تنهائی یک دونده دوی استقامت» (۱۹۶۲) را می‌شد نوعی چهارصد ضربه (فرانسوا تروفو، ۱۹۵۹) به‌شمار آورد، این یکی را می‌توان نوعی ژول و ژیم (تروفو، ۱۹۶۱) دانست که اشاره‌هائی نیز به فیلم‌های اولیه ژان لوک گودار دارد. فیلم، اقتباس جسورانه و بدیع از رمان پرآوازه هنری فیلدینگ، تام جونز است که موفقیتش باعث می‌شود تا این اثر، دو قرن پس از نگارش (۱۷۴۹) جزو آثار پرفروش روز در بیاید. فیلم‌نامه قدرتمند جان آزبرن زمینه مناسبی برای ارائه توانائی‌های بازیگران فراهم می‌کند که فینی و یورک در رأس آنان قرار دارند. بداعت کار ریچاردسون، ماحصل تلفیقی درخشان از پس زمینه طبیعت و مناظر روستائی انگلستان قرن هجدهم با کمدی بزن‌بکوب به شیوه «پاسبان‌های کیستون» است. تمهیدات بصری فیلم (مثل وایپ‌ها و حرکت‌های تند) به خوبی در خدمت نوع کمدی آن عمل می‌کنند. این روش در ساختار موسیقی فیلم هم اثر گذاشته و جان ادیسون علاوه بر موسیقی قرن هجدهم میلادی، به قطعات جازمانند هم عنایت نشان می‌دهد و حس زمان و مکان را در فیلم درهم می‌شکند.

## بازیگران
- آلبرت فینی در نقش «تام جونز»
- سوزانا یورک در نقش «سوفی وسترن»
- هیو گریفیت در نقش «اسکوایر وسترن»
- ادیث ایوانز در نقش «خان وسترن»
- دیان کیلنتو در نقش «مالی سیگریم»
- جرج دیواین در نقش «ارباب آلووردی»
- دیوید تاملینسون در نقش «لرد فلامار»

## جوایز
جوایز اسکار
1. برنده بهترین فیلم - تونی ریچاردسون
2. برنده بهترین کارگردانی - تونی ریچاردسون
3. برنده بهترین موسیقی فیلم - جان ادیسون
4. برنده بهترین فیلم‌نامه اقتباسی - جان آزبرن
5. نامزد بهترین بازیگر نقش اول مرد - آلبرت فینی
6. نامزد بهترین بازیگر نقش مکمل مرد - هیو گریفیت
7. نامزد بهترین بازیگر نقش مکمل زن - دیان کیلنتو
8. نامزد بهترین بازیگر نقش مکمل زن - ادیث ایوانز
9. نامزد بهترین بازیگر نقش مکمل زن - جویس ردمن

جوایز گلدن گلوب
1. برنده فیلم خارجی انگلیسی زبان
2. برنده بهترین فیلم موزیکال یا کمدی
3. نامزد بهترین کارگردانی - تونی ریچاردسون
4. نامزد بهترین بازیگر مرد فیلم موزیکال یا کمدی - آلبرت فینی
5. نامزد بهترین بازیگر نقش مکمل مرد - هیو گریفیت
6. نامزد بهترین بازیگر نقش مکمل زن - جوان گرینوود

جشنواره فیلم ونیز
1. نامزد جایزه شیر طلایی - تونی ریچاردسون
2. Volpi Cup بهترین بازیگر مرد - آلبرت فینی

جایزه گرمی
1. بهترین موسیقی فیلم - جان ادیسون